# كودل

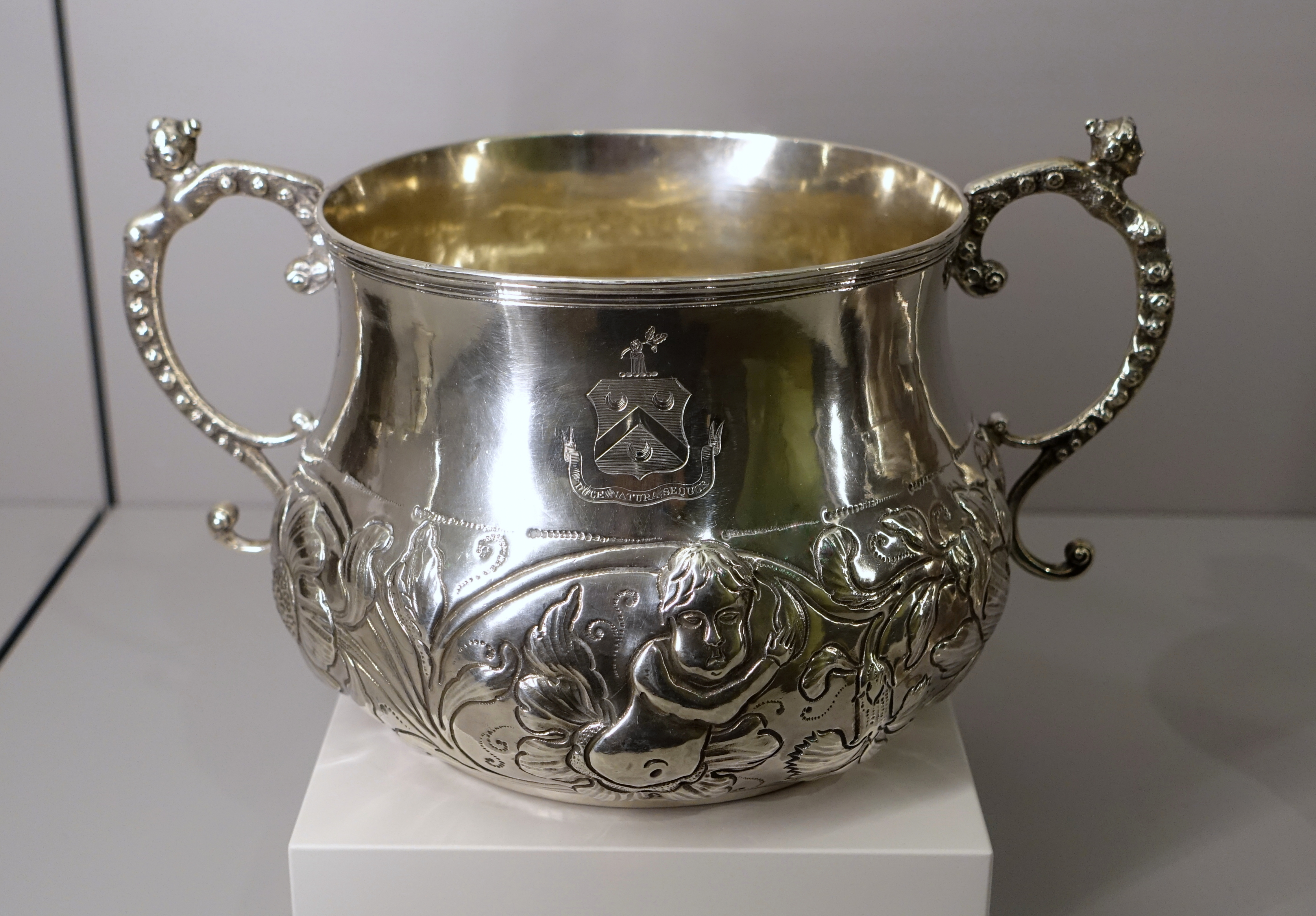
قِدْرٌ للكَوْدَل

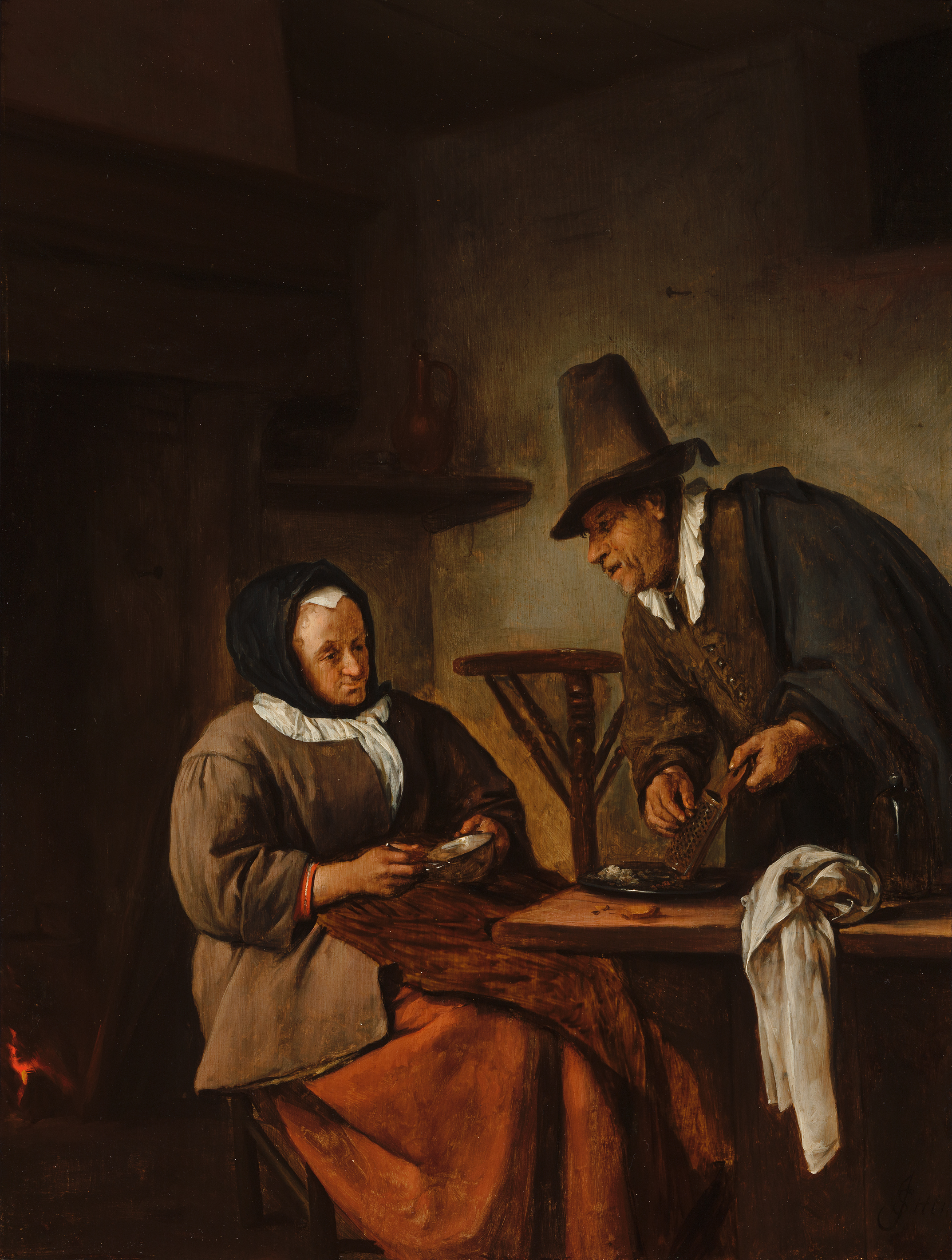
يان ستين صانعوا الكودل

كان الكَوْدِل مشروبًا ساخنًا يوجد بأشكال مختلفة في جميع أنحاء المطبخ البريطاني من العصور الوسطى إلى العصر الفِكتوريّ. كان سميكًا وحلوًا وكان يُنظر إليه على أنه مناسب ومفيد للمعاقين والأمهات الجدد. كانت وصفات الكَوْدَل تعتمد بعض فترات التاريخ على الحليب والبيض مثل شراب البيض. أصبحت الوصفات اللاحقة مثل عصيدةِ شوفان مشروبة. الكودل هو مشروب أو طعام كحولي، إذ أن النبيذ يدخل في تحضيره.

## الوصفة

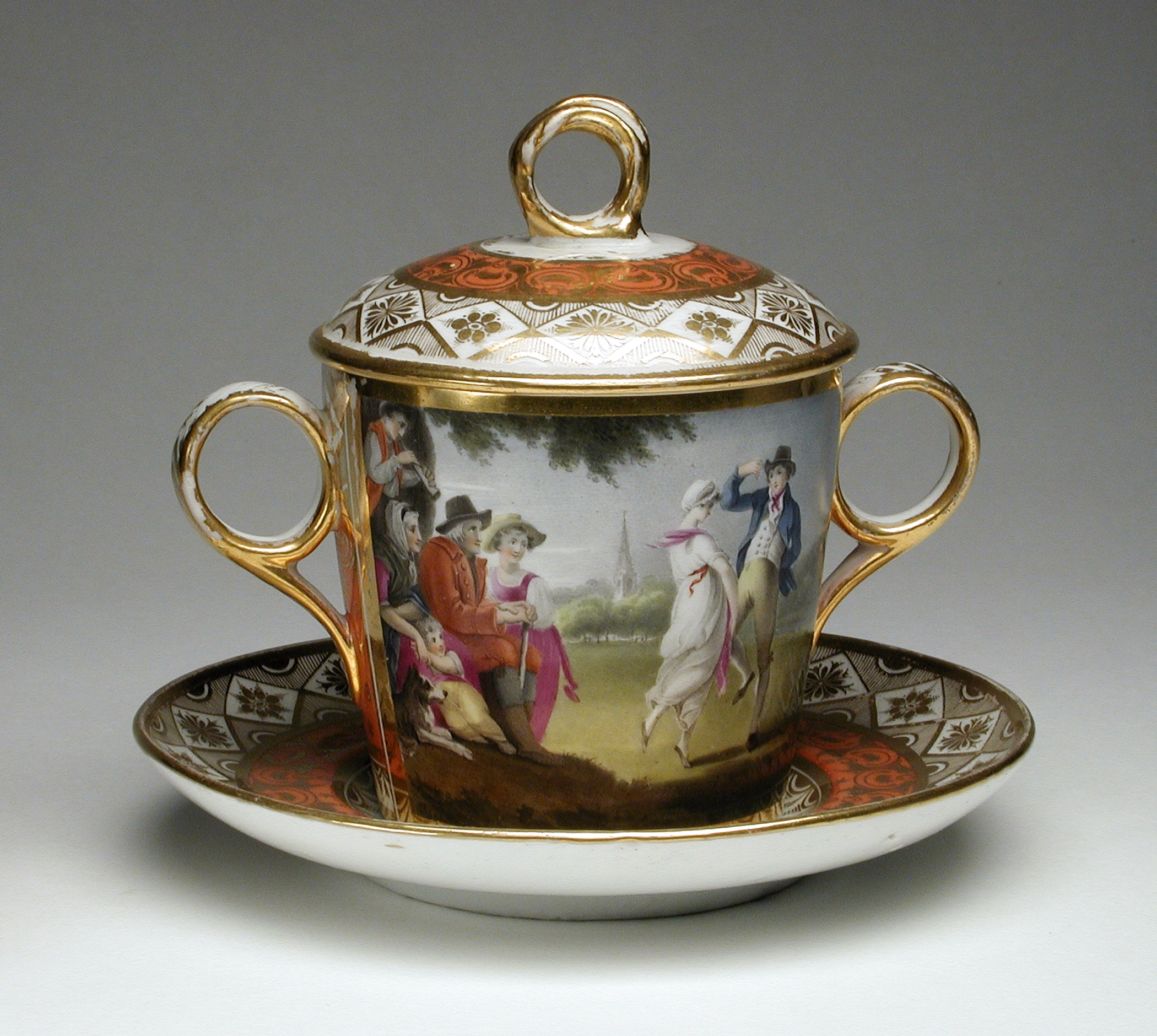
كوب كودل ١٨٠٥

يُحضر شرابٌ ساخن يعد من خمر ممزوج بالبيض والخبز والسكر والتوابل.

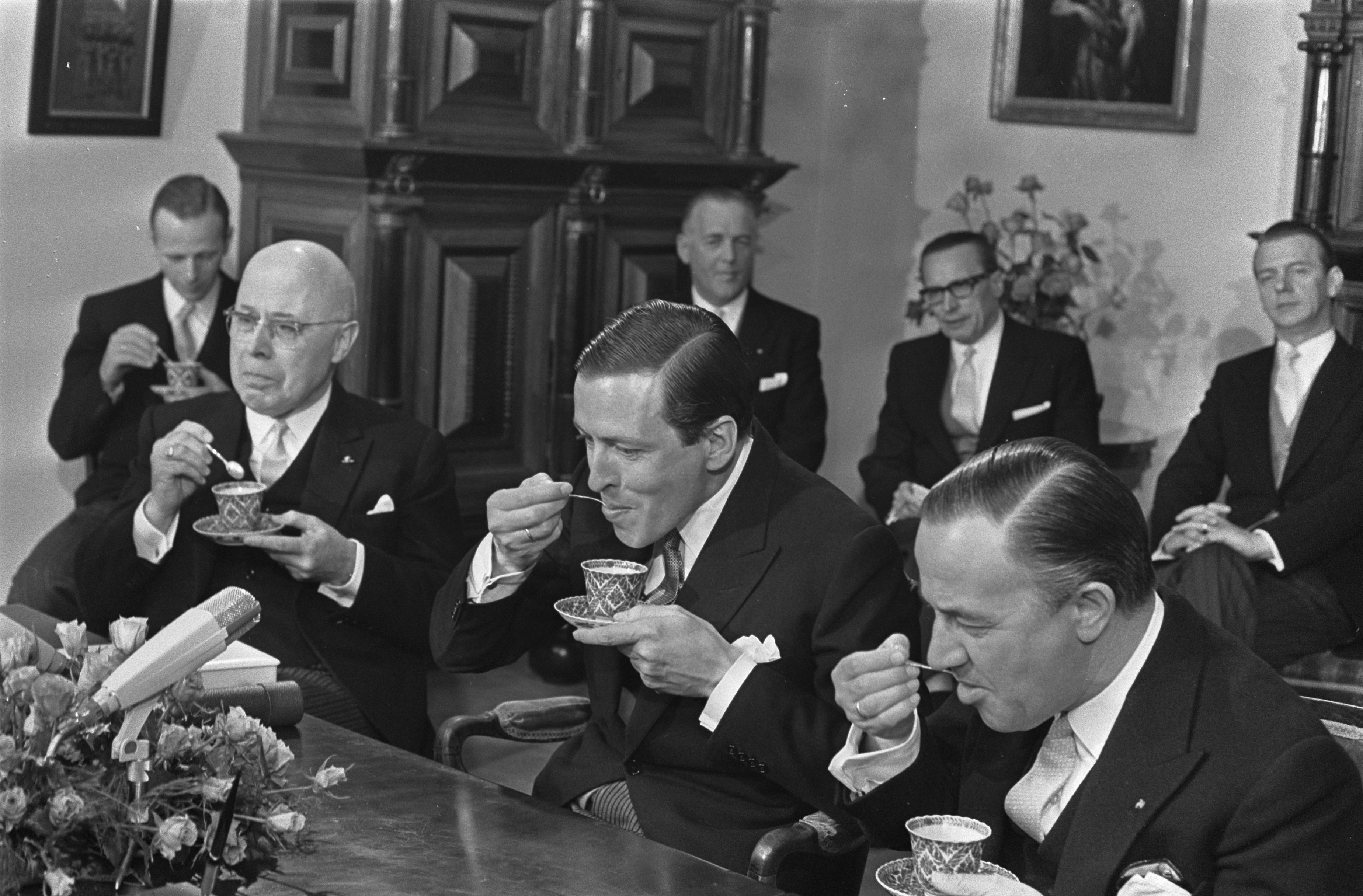
حفلة كودل رسمية بعد ولادة ملك هولندا وليَم ألكسندر عام 1967